# CA-503
La CA-503 es una carretera autonómica de Cantabria perteneciente a la Red Local y que sirve de acceso a la población de Bernales.

## Nomenclatura

Indicador

Su nombre está formado por las iniciales CA, que indica que es una carretera autonómica de Cantabria, y el dígito 503 es el número que recibe según el orden de nomenclaturas de las carreteras de la comunidad autónoma. La centena 5 indica que se encuentra situada en el sector comprendido entre la carretera nacional N-634 al norte, el límite provincial al este y sur, y la carretera nacional N-629 al oeste.

## Historia
Su denominación anterior era SV-5111.

## Trazado actual
Tiene su origen en la intersección con la CA-510 situada en el núcleo de Ampuero y su final en Bernales, ambas localidades situadas en el término municipal de Ampuero, municipio por el que discurre la totalidad de su recorrido de 0,8 kilómetros. Justo al inicio de la carretera, se cruza sobre el río Bernales, afluente del Asón por su margen derecha y, a continuación, el trazado describe una curva a la izquierda en la que se sitúa una intersección con la calle Cantarranas; dicha calle tiene prioridad sobre la carretera y es dirección prohibida ya que es de sentido único hacia la carretera CA-503. El resto de la vía discurre por zona edificada que conecta el núcleo de Ampuero con el de Bernales de manera continua.
Su inicio se sitúa a una altitud de 12 m s. n. m. y el fin de la vía está situada a 27 m s. n. m.
La carretera tiene dos carriles, uno para cada sentido de circulación, y una anchura total de 5,0 metros sin arcenes.

## Actuaciones
El IV Plan de Carreteras contempla la ampliación de sección de la carretera a 5,5 metros sin arcenes.

## Transportes
No hay líneas de transporte público que recorran la carretera CA-503.

## Recorrido y puntos de interés
En este apartado se aporta la información sobre cada una de las intersecciones de la CA-503 así como otras informaciones de interés.
| Esquema                | PK  | Sentido Bernales (creciente) | Sentido Bernales (creciente) | Sentido Bernales (creciente)                          | Sentido Bernales (creciente)                          | Sentido CA-510 (decreciente)                          | Sentido CA-510 (decreciente)                          | Sentido CA-510 (decreciente) | Sentido CA-510 (decreciente) | Incidencias |
| Esquema                | PK  | Velocidad                    | Elemento                     | Salida                                                | Salida                                                | Salida                                                | Salida                                                | Elemento                     | Velocidad                    | Incidencias |
| Esquema                | PK  | Velocidad                    | Elemento                     | Dir.                                                  | Nombre                                                | Nombre                                                | Dir.                                                  | Elemento                     | Velocidad                    | Incidencias |
| ---------------------- | --- | ---------------------------- | ---------------------------- | ----------------------------------------------------- | ----------------------------------------------------- | ----------------------------------------------------- | ----------------------------------------------------- | ---------------------------- | ---------------------------- | ----------- |
|                        | 0,0 |                              |                              |                                                       | CA-503 BERNALES                                       | CA-510 AMPUERO                                        |                                                       |                              |                              |             |
| CA-510 AHEDO EL PUENTE | 0,0 |                              |                              |                                                       | CA-503 BERNALES                                       |                                                       |                                                       |                              |                              |             |
|                        | 0,0 |                              |                              | Río Bernales                                          | Río Bernales                                          | Río Bernales                                          | Río Bernales                                          |                              |                              |             |
|                        | 0,0 |                              |                              |                                                       | calle Cantarranas                                     | calle Cantarranas                                     |                                                       |                              |                              |             |
|                        | 0,2 |                              |                              | AMPUERO                                               | AMPUERO                                               | AMPUERO                                               | AMPUERO                                               |                              |                              |             |
|                        | 0,8 |                              |                              | BERNALES                                              | BERNALES                                              | BERNALES                                              | BERNALES                                              |                              |                              |             |
|                        | 0,8 |                              |                              | Final de la carretera en el núcleo urbano de Bernales | Final de la carretera en el núcleo urbano de Bernales | Final de la carretera en el núcleo urbano de Bernales | Final de la carretera en el núcleo urbano de Bernales |                              |                              |             |